# Lycianthes limitanea
Lycianthes limitanea är en potatisväxtart som först beskrevs av Paul Carpenter Standley, och fick sitt nu gällande namn av J.L. Gentry. Lycianthes limitanea ingår i Himmelsögonsläktet som ingår i familjen potatisväxter. Inga underarter finns listade i Catalogue of Life.